# Yanagawa horiwari monogatari
Yanagawa horiwari monogatari (柳川堀割物語? La storia dei canali di Yanagawa) è un documentario del 1987, diretto da Isao Takahata.
È il primo film dal vivo e il primo documentario realizzato da Studio Ghibli.
La pellicola è stata distribuita in Giappone il 15 agosto 1987 da un comitato costituito per l'occasione, trasmessa in TV dalla NHK e pubblicata su VHS e DVD editi da Walt Disney Studio Japan; all'estero, invece, il film è inedito, tranne che negli Stati Uniti d'America.

## Produzione
Inizialmente il film doveva essere una storia di fiction girata in animazione, ma il regista Takahata cambiò idea preferendo un documentario girato dal vivo dopo aver visitato il luogo dove si sarebbe dovuta svolgere la storia, ovvero la città di Yanagawa, definita la "Venezia d'Oriente" per la similarità delle sue lagune e degli impianti idrici con quelli della città Italiana. Takahata rimase così colpito dalla storia della città, dai racconti dei suoi abitanti e dai comitati di cittadini che si impegnano a tenere puliti i canali, che preferì realizzare un documentario sulla gestione dei canali.